# Infernum
Infernum je polská black metalová kapela založena v roce 1992 ve Vratislavi.

## Členové kapely

### Současní členové kapely
- "Exterminus" - kytara, syntezátor
- "Wolf " známý jako "Bael V.B" – baskytara, hrál taky v Baphomets Throne
- "Tom Balrog" – bicí (1992–1994) (ex-Oppressor – aktuální jméno kapely Baphomets Throne)

### Bývalí členové kapely
- Grzegorz Jurgielewicz "Anextiomarus" – komponista, vokály, kytara (1992–2004) (ex-Graveland)
- "Rob Darken" – syntezátor (1993–1996)
- "Capricornus" – bicí (1994–1996)
- "Charon" – bicí (2002–2009)
- "Necromanticus" – kytara (2002–2009)

## Diskografie
- (1993) The Dawn Will Never Come (demo)
- (1993) Damned Majesty (demo)
- (1994) Taur - Nu - Fuin (CD Astral Wings Records)
- (1995) When The Light Has Died
- (2006) The Curse (CD Sound Riot Records)